# Eric van de Poele
Eric van de Poele est un pilote automobile belge né le 30 septembre 1961 à Verviers. Il a notamment disputé deux saisons de Formule 1, avec comme meilleur résultat une neuvième place au Grand Prix de Saint-Marin 1991. Il a été champion DTM en 1987 et est le détenteur du record de victoires aux 24 heures de Spa, avec cinq succès (1987, 1998, 2005, 2006, 2008).

## Biographie
Van de Poele commence sa carrière en sport automobile en 1983 en remportant le volant Avia La Châtre. Il court également en Formule 3 en France en 1984. Pilote éclectique, il dispute en 1985, le championnat de Belgique et Benelux de Formule Ford, termine la saison champion et troisième du championnat de Belgique en Groupe N avec BMW Belgium. En 1986, il court en championnat de Belgique de tourisme toujours avec BMW Belgium, participe à trois courses du championnat d'Angleterre de Formule 3 et trois courses du championnat d'Europe de Groupe A.
En 1987, il devient champion d'Allemagne de Groupe A au sein de l'écurie Zakspeed qui engage les BMW officielles en DTM. Il remporte cette même année les 24 heures de Spa et participe également au championnat d'Allemagne de Formule 3. En 1988 il dispute le championnat d'Europe de Groupe A et termine cinquième au sein du Team officiel BMW Schnitzer. En 1989, van de Poele dispute sa première saison en championnat intercontinental de Formule 3000 au sein de l'écurie GA Motorsports. Il termine cinquième du championnat et, la saison suivante, décroche trois victoires (Pau, Birmingham et Nogaro) et devient vice-champion de la discipline. Cet accessit lui permet alors de monter en Formule 1.
En 1991, Van de Poele signe chez Modena Team, une nouvelle écurie qui aligne des Lamborghini sans soutien officiel de l'usine. La voiture est perfectible sur le plan du châssis et le cockpit est trop étroit pour permettre au pilote belge de s'exprimer correctement. Il ne se préqualifie qu'une seule fois pendant la première partie de la saison, puis à partir du Grand Prix d'Allemagne réussit à franchir cet écueil, pour buter en qualifications. Il ne prend part qu'à un seul Grand Prix, à Saint Marin où il est cinquième avant qu'un problème de pompe à essence le fait chuter en neuvième position.
En 1992, il rejoint l'écurie Brabham-Judd qui n'est plus que l'ombre d'elle-même. Qualifié en Afrique du Sud, il s'ensuit une longue série de non-qualifications. Van de Poele cherche refuge chez Fondmetal (ex-Osella), sans plus de succès.
En 1993, Fondmetal renonce à la Formule 1 et van de Poele est sans volant. Parallèlement à un contrat de pilote d'essai pour Tyrrell Racing, il dispute le championnat de Belgique PROCAR avec BMW et signe chez Nissan pour développer la Nissan Primera engagée en championnat britannique de Tourisme. Il dispute à son volant la World Cup à Monza et signe le meilleur temps en course. 1994 est très difficile pour l'équipe Nissan et Eric van de Poele quitte le BTCC, frustré par l'absence de progrès. Il rejoint l'équipe Nissan USA et y dispute avec elle les 24 Heures du Mans. En trois courses, il signe deux meilleurs temps et trois podiums.
En 1995, il s'engage aux 24 heures de Daytona en Sport-prototypes sur une Ferrari 333 SP et remporte les 12 Heures de Sebring. Il est également de retour chez Nissan où il dispute le championnat d'Espagne de Tourisme. Il remporte à nouveau la course de Sebring en 1996 et roule encore avec Nissan en championnat d'Espagne. En 1997, il rejoint son ami Wayne Taylor chez Riley & Scott-Oldsmobile pour la saison WSC où une troisième place de catégorie aux 24 Heures de Spa rehausse une saison marquée par de nombreux abandons.
En 1998, sur la Ferrari 333SP de l'écurie Doyle-Risi Competizione, il remporte deux victoires à Las Vegas et à Road Atlanta, les 24 heures du Mans en prototypes et la première édition du Petit Le Mans. Il signe son second succès aux 24 heures de Spa, sur BMW, au sein du Team RBM.
En 1999, il rejoint le Team Rafanelli et commence le championnat par une première ligne à Sebring. Il remporte l'épreuve d'Atlanta mais sa saison se termine à la suite d'un violent accident lors d'essais au Mans pour le compte de Nissan : trois mois d'immobilisation en raison de vertèbres cassées. Il reprend le volant pour le Petit Le Mans où il termine sixième. En 2000, van de Poele dispute quelques courses avec la nouvelle Cadillac LMP1 officielle, notamment les 24h de Daytona (troisième), les 12 Heures de Sebring, les 24 Heures du Mans et le Petit Le Mans sans franc succès.
En 2001, année de naissance de sa fille Luana, Eric van de Poele se voit proposer un volant chez Bentley pour les 24 Heures du Mans. Avec Butch Leitzinger et Andy Wallace, il termine à la troisième place au général. Parallèlement, le pilote belge dispute deux courses du championnat LMS avec une Reynard LMP2 du Dick Barbour Racing. Il remporte, avec Didier de Radiguès, une victoire de classe à Jarama et surtout une troisième place au général derrière les Audi d'usine. Aux 24 Heures de Spa, van de Poele abandonne alors qu'il est en tête au volant d'une Ferrari 550 Maranello du Team Rafanelli.
En 2002, Eric van de Poele et Bentley se classent quatrième des 24 Heures du Mans. Eric van de Poele participe aux 24 Heures de Spa sur une Lister Storm LMP (abandon) et aux 12 Heures de Sebring avec une Panoz (abandon).
En 2003, il roule sur une Saleen S7R aux 24 Heures de Spa et fait quelques courses en ALMS avec Didier Theys sur une Dallara-Judd du Team Doran Lista Racing. En 2005, Eric van de Poele remporte la victoire aux 24 heures de Spa au volant d'une Maserati MC12 du Vitaphone Racing et une autre victoire en LMES aux 1 000 km du Nurburgring avec la Lola-Judd du Team Horag-Lista Racing.
L'année suivante, Eric van de Poele égale le record du nombre de victoires aux 24 heures de Spa en réalisant le doublé avec une Maserati MC12 du Vitaphone Racing. Il participe aussi à la nouvelle série regroupant d'anciens grands pilotes de Formule 1, le GP Masters : en deux courses, il finit troisième au Qatar et second à Silverstone.
En 2007, Eric van de Poele participe entre autres au championnat Le Mans Series avec la Lola Judd du Team Horag Lista Racing avec Didier Theys et Fredy Lienhard et remporte la première manche aux 1 000 km de Monza. En 2008, Eric van de Poele remporte les 24 Heures de Spa et devient le nouveau recordman avec cinq victoires sur le circuit (1987, 1998, 2005, 2006, 2008).
En 2015, il parraine le pilote automobile français Nicolas Jamin, évoluant en US F2000 National Championship, quatrième division du Road to Indy.

## Carrière
- 1983 : Vainqueur du volant AVIA
- 1984 : Championnat de France de F3
- 1985 : Championnat de Belgique et du Benelux de Formule Ford (Champion)
- 1986 : Championnat de Belgique de Tourisme - FFord Bnlx - F3 UK - GrA ETC
- 1987 : Championnat d'Allemagne de DTM (Champion)
- 1987 : Championnat d'Allemagne de F3 (2 podium)
- 1989 et 1990 : Championnat Intercontinental de F 3000 (Vice-champion en 1990)
- 1991 et 1992 : Championnat du monde de Formule 1
- 1993 et 1994 : Championnat d'Angleterre de Tourisme1
- 1995 : Championnat du monde d'Endurance (1 victoire), 12 H de Sebring (Victoire)
- 1995 et 1996 : Championnat d'Espagne de Tourisme
- 1996; 12 H de Sebring (Victoire)
- 1996 à 1999 : Championnat du monde d'Endurance (5 victoires)
- 2000 : Championnat Grand-Am avec Cadillac + 24 H du Mans
- 2001 : 3e place aux 24 Heures du Mans avec Bentley
- 2002 : 4e place aux 24 Heures du Mans avec Bentley
- 2003 et 2004: diverses courses en ALMS et LMES
- 2005 : victoire aux 24 Heures de Spa sur Maserati MC12, diverses courses en LMES, ALMS, BTCS
- 2006 : victoire aux 24 Heures de Spa sur Maserati MC12, diverses courses en LMES, ALMS, BTCS, GP Masters
- 2008 : victoire aux 24 Heures de Spa sur Maserati MC12 numéro 1
- 2011 et 2012 BTCS avec Volvo S60 S1
- 2012 : victoire aux 12 Heures de Spa-Francorchamps

## Résultats en championnat du monde de Formule 1
| Saison | Écurie                                     | Châssis         | Moteur               | Pneus    | GP disputés | Points | Classement |
| ------ | ------------------------------------------ | --------------- | -------------------- | -------- | ----------- | ------ | ---------- |
| 1991   | Modena Team SpA                            | Lamborghini 291 | Lamborghini V12      | Goodyear | 1           | 0      | Nc         |
| 1992   | Motor Racing Developments Ltd Fondmetal F1 | BT60B GR02      | Judd V10 Cosworth V8 | Goodyear | 4           | 0      | Nc         |

## Résultats aux 24 Heures du Mans
| Année | Voiture                   | Équipe                           | Équipiers                            | Résultat     |
| ----- | ------------------------- | -------------------------------- | ------------------------------------ | ------------ |
| 1992  | Peugeot 905               | Peugeot Talbot Sport             | Alain Ferté / Karl Wendlinger        | Abandon      |
| 1994  | Nissan 300ZX              | Clayton Cunningham Racing        | Paul Gentilozzi / Shunji Kasuya (en) | Abandon      |
| 1996  | Ferrari 333 SP            | Team Scandia                     | Eric Bachelart / Marc Goossens       | Abandon      |
| 1997  | Nissan R390 GT1           | Nissan Motorsport                | Riccardo Patrese / Aguri Suzuki      | Abandon      |
| 1998  | Ferrari 333 SP            | Doyle-Risi Racing                | Wayne Taylor / Fermín Vélez          | 8e           |
| 1999  | Nissan R391               | Nissan Motorsport                | Masami Kageyama / Aguri Suzuki       | Non partant  |
| 2000  | Cadillac Northstar LMP-01 | Team Cadillac                    | Max Angelelli / Wayne Taylor         | 22e          |
| 2001  | Bentley EXP Speed 8       | Team Bentley                     | Butch Leitzinger / Andy Wallace      | 3e           |
| 2002  | Bentley EXP Speed 8       | Team Bentley                     | Butch Leitzinger / Andy Wallace      | 4e           |
| 2008  | Ferrari F430 GTC          | Risi Competizione / Krohn Racing | Niclas Jönsson / Tracy Krohn         | Abandon      |
| 2009  | Ferrari F430 GTC          | Risi Competizione / Krohn Racing | Niclas Jönsson / Tracy Krohn         | 22e (3e GT2) |
| 2010  | Ferrari F430 GTC          | Risi Competizione / Krohn Racing | Niclas Jönsson / Tracy Krohn         | Abandon      |